# Francisco Vicente Bustos
Francisco Vicente Bustos (La Rioja, 1851 - 1 de diciembre de 1904) fue un comerciante y político argentino, que ejerció el cargo de Gobernador de la Provincia de La Rioja en tres oportunidades, entre 1880 y 1898.

## Biografía
Nació cuando su padre, Manuel Vicente Bustos, era gobernador de la provincia de La Rioja. Cuando terminó sus estudios primarios, fue enviado a Buenos Aires a completar sus estudios. De todos modos, regresó sin haberlos completado para participar en las complejas luchas políticas que siguieron al fin de las guerras civiles en La Rioja. Participó en la lucha contra los revolucionarios que intentaron derrocar al gobernador Pedro Gordillo, cuyo delegado era Manuel Bustos. Posteriormente fue legislador provincial.
En 1880 fue elegido gobernador de La Rioja. Durante su mandato se firmó un tratado con la provincia de San Luis, definiendo los límites entre ambas provincias.
Al finalizar su mandato, en 1883, fue elegido diputado nacional. Apoyó las reformas del presidente Julio Argentino Roca y garantizó la continuidad de las mismas apoyando y haciendo que los electores de su provincia votaran para presidente a Miguel Juárez Celman.
Asumió su segundo mandato en junio de 1886. Durante este segundo gobierno llegó a la provincia el ramal ferroviario que comunicaba el sur de la provincia con la de Córdoba, a través de dos ramales distintos; uno desde el norte, sobre el límite con Catamarca, y el otro desde el este, cruzando las localidades de Chamical y Patquía. También se realizaron algunas mejoras edilicias en la capital, como la Plaza Nueve de Julio.
En 1890 fue elegido senador nacional, por lo que renunció a su cargo tres meses antes que se cumpliera su mandato.
Cumplido su período como senador, se retiró a la vida privada, falleciendo en su ciudad natal en 1904.